# Linsburg
Linsburg egy község Németországban, a Weser-Nienburgi járásban. Lakosainak száma 998 fő (2023. december 31.).

## Földrajza
Linsburg Nienburg és Husum községekkel határos.

## Népessége
| Lakosok száma | 928  | 949  | 954  | 984  | 986  | 998  |
|               | 2016 | 2017 | 2019 | 2021 | 2022 | 2023 |